# 37e congrès national de la SFIO
Le 37e congrès congrès national de la SFIO se tient à Paris du 11 au 15 août 1945.
C'est le premier congrès socialiste d'après-guerre, tenu par un parti reconstitué dans le cadre de la Résistance.

## Composition de la direction du parti à l'issue du congrès (élue par le comité directeur le 21 août 1945)
- Secrétaire général : Daniel Mayer
- Secrétaire général adjoint : Robert Verdier
- Secrétaire général adjoint, chargé des questions administratives : Gérard Jaquet
- Trésorier général : Victor Provo
- Secrétaire de la commission de la presse, Délégué à la liaison avec le groupe socialiste : Vincent Auriol
- Secrétaire des commissions d'études : Jules Moch
- Secrétaire de la commission des femmes : Emilienne Moreau
- Secrétaire de la commission des jeunesses et de la commission des sports : Roger Mistral
- Directeur politique du Populaire : Léon Blum
- Administration du Populaire : Paul Favier
- Secrétaire de la commission des prisonniers de guerre : Andrée Marty-Capgras
- Secrétaire de la commission du travail : Marcel-Edmond Naegelen
- Secrétaire de la commission d'administration générale : Henri Ribière
- Secrétaire de la commission d'immigration : Marius Moutet